# 10 YEARS AFTER -BOB BLOCKMAN MIX-
「10 YEARS AFTER」（テン・イヤーズ・アフター）は、TM NETWORKの30枚目のシングル。

## 概要
ヴェルディ川崎 2nd STAGE サポートソングとして起用され、前作「GET WILD DECADE RUN」のカップリング曲である「IT'S GONNA BE ALRIGHT」に続いて作られた曲である。

## 音楽性
TM NETWORK名義を終わらせた1989年から10年後という位置づけの曲で、曲のタイトルは1970年代に活躍した同名のバンドに由来し、彼らのその後と自分のことをそのままモデルにしたら、ハワイの当時の個人スタジオの居心地の良さもあり、謎解きの様な捻りはなく1時間かからないで、詞と曲が描けた。
歌詞のテーマは「これから、永遠に走り続けなければいけないながらも、どこか地に足の着いた安定感・余裕を持った、がむしゃらな新人でもなければ、引退した大御所でもない誰か」を深く掘り下げて書いている。小室は「当時の自分の信条が正直に反映されている。普通この年齢だったら、家族だったり生活だったり、守るべきものがあるじゃないですか。大人だから、世界の色んな事情にも目を向ける視野の広さはあるけど、同時に奥さんや恋人のことを切実に心配しているという現実的な自分もいるわけですし。その広い所と狭い所を悩みながら行ったり来たりしたいるのが、現実だと思うんですよ」と語った。

## 制作
小室哲哉による作詞であるが、サッカーに関連する楽曲と言う事もあってか、小室が作詞した作品では珍しく「俺」「お前」「あいつ」というフレーズを使うなど男性的なイメージの曲である。
ドラムトラックはヒップホップを意識して作られた曲で、ミディアムテンポのナンバーである。ミックスはニューヨークを拠点に活動する"Bassy" Bob Brockmannであった（シングルジャケットの表記は誤植）。
「10 YEARS AFTER - TETSUYA KOMURO REMIX.」の収録が告知されていたが、見送られた。
COMMONによるラップをフィーチャーしたトラックは、後にアルバム『キヲクトキロク』に収録された。
TK Disc Studios（現在のavex honolulu studios）でレコーディングされ、PVもオアフ島で撮影されるなど、ハワイと縁が強い曲である。後にハワイのサーフ・ロックのバンドカラパナがカバーした。
この曲のアウトロはカットアウトだが、カップリングの「(INSTRUMENTAL)」ではフェードアウトしている。この辺りはシングル「Self Control」と全く逆である（こちらでは表題曲はフェードアウトでカップリングの(Instrumental Mix)はカットアウトでエンドしている）。

## リリース
1999年7月28日に、SMEJ Associated RecordsのレーベルであるTRUE KiSS DiSCから発売された。
J-POP業界全体が8センチCDシングルからマキシシングルに移行する時期に発売されたため、TMの8センチCDシングルとしては最後の作品である。

## 収録曲
| 全作詞・作曲・編曲: 小室哲哉。 |                                       |          |            |      |
| #                              | タイトル                              | 作詞     | 作曲・編曲 | 時間 |
| 1.                             | 「10 YEARS AFTER -BOB BLOCKMAN MIX-」 | 小室哲哉 | 小室哲哉   | 6:12 |
| 2.                             | 「10 YEARS AFTER -INSTRUMENTAL-」     | 小室哲哉 | 小室哲哉   | 4:41 |
| 合計時間:                      | 合計時間:                             | 10:53    |            |      |

## クレジット
- Produced, Performed : 小室哲哉
- DJ : DRAGON
- Guitar : 木村建
- Mixed : BOB BLOCKMAN
- Art Direction, Design : たけだゆか & MATT THAME

## 収録アルバム
- キヲクトキロク (Featuring COMMON)
- Welcome to the FANKS!
- TM NETWORK ORIGINAL SINGLES 1984-1999
- TM NETWORK ORIGINAL SINGLE BACK TRACKS 1984-1999 (INSTRUMENTAL)